# Suvi Minkkinen
Suvi Minkkinen (* 8. Dezember 1994 in Joutsa) ist eine finnische Biathletin. Sie startet seit 2017 im Weltcup und gehört seither fest zur Nationalmannschaft. Ihre größten Erfolge feierte sie in der Saison 2024/25, als sie ihren ersten Weltcupsieg sowie die Bronzemedaille im Sprint der Weltmeisterschaften erreichen konnte.

## Karriere
Suvi Minkkinen stammt aus Joutsa in Mittelfinnland und ist seit 2007 aktive Biathletin. Im Alter von 15 Jahren zog sie aus ihrer Heimatgemeinde nach Vuokatti, um dort die Sportschule zu besuchen. 2011 vertrat sie Finnland beim Europäischen Olympischen Winter-Jugendfestival in Liberec. Sie startete bei den Jugendweltmeisterschaften Anfang 2013 in Obertilliach sowie bei den Juniorenweltmeisterschaften 2014 im US-amerikanischen Presque Isle. Ab 2014 erhielt sie Einsätze im zweitklassigen IBU-Cup. Minkkinen galt früh als talentierte Schützin, während sie im Laufen nicht mit den international führenden Biathletinnen ihrer Altersklasse mithalten konnte und dadurch kaum vordere Ergebnisse erzielte.
Ihr Debüt im Biathlon-Weltcup gab Minkkinen beim Auftakt der Saison 2017/18 im schwedischen Östersund. Im Einzelrennen über 15 km belegte sie mit zwei Schießfehlern den 78. Rang. Im gleichen Winter nahm sie auch an den Europameisterschaften im italienischen Ridnaun teil, ihr bestes Ergebnis war ein 34. Platz im Einzelrennen sowie der 16. Platz mit der Mixedstaffel Finnlands. Kurz darauf wurde sie vom finnischen Biathlonverband zur Teilnahme an den Olympischen Winterspielen 2018 nominiert. Im Sprint wurden für die vier Startplätze Finnlands Kaisa Mäkäräinen, Mari Laukkanen, Laura Toivanen sowie Venla Lehtonen gemeldet. Minkkinen kam erst beim Einzelrennen zum Einsatz, dieses beendete sie mit vier Schießfehlern auf Rang 69.
Ihre ersten Weltcuppunkte gewann Minkkinen im Januar 2020 als 31. des Sprintrennens in Ruhpolding, bei dem sie ohne Schießfehler blieb. Damit platzierte sie sich erstmals in ihrer Weltcupkarriere vor Kaisa Mäkäräinen, die in den 2010er-Jahren die erfolgreichste finnische Biathletin war. Nach Mäkäräinens Rücktritt am Ende der Saison 2019/20 etablierte sich Minkkinen hinter Mari Eder als zweitbeste Sportlerin im Team. Bei den Olympischen Winterspielen 2022 in Peking kam sie auf Platz 51 im Sprint und auf Platz 43 in der Verfolgung. Im Winter 2022/23 lief Minkkinen bei fast jedem Weltcuprennen unter die ersten 40 und somit in die Punkteränge. Im Gesamtweltcup belegte sie den 27. Platz. Bei den Weltmeisterschaften 2023 traf sie im Einzelrennen über 15 km mit allen 20 Schüssen und erreichte als Achte ihr bis dahin bestes Karriereergebnis.
2023 schloss Minkkinen ihr wirtschaftswissenschaftliches Masterstudium an der Universität Ostfinnland in Joensuu ab. Anfang März 2024 belegte sie zusammen mit Otto Invenius den dritten Platz in der Single-Mixed-Staffel beim Weltcup in Oslo. Zum ersten Mal seit Kaisa Mäkäräinens Rücktritt 2020 stand damit wieder eine finnische Biathletin auf einem Weltcuppodest. In der Vorbereitung auf die Saison 2024/25 trainierte Minkkinen drei Monate im Sommer in Mitteleuropa, unter anderem in Livigno und Bessans, um ihre Laufleistungen zu verbessern. Sie gewann zwei Silbermedaillen im Supersprint und im Massenstart bei den Sommerbiathlon-Weltmeisterschaften 2024. Beim Weltcupauftakt in Kontiolahti im Dezember 2024 platzierte sie sich zunächst im Einzelwettkampf auf Position zehn und dann im Sprintrennen auf dem dritten Rang, womit sie erstmals in einem Einzelrennen das Weltcuppodest erreichte.

## Statistik

### Weltcupsiege
| Nr. | Datum         | Ort     | Disziplin              |
| --- | ------------- | ------- | ---------------------- |
| 1.  | 12. Jan. 2025 | Oberhof | Single-Mixed-Staffel 1 |

### Weltcupplatzierungen
Die Tabelle zeigt alle Platzierungen (je nach Austragungsjahr einschließlich Olympische Spiele und Weltmeisterschaften).
- 1.–3. Platz: Anzahl der Podiumsplatzierungen
- Top 10: Anzahl der Platzierungen unter den ersten zehn (einschließlich Podium)
- Punkteränge: Anzahl der Platzierungen innerhalb der Punkteränge (einschließlich Podium und Top 10)
- Starts: Anzahl gelaufener Rennen in der jeweiligen Disziplin
- Staffel: inklusive Mixed- und Single-Mixed-Staffeln

| Platzierung            | Einzel | Sprint | Verfolgung | Massenstart | Staffel | Gesamt |
| ---------------------- | ------ | ------ | ---------- | ----------- | ------- | ------ |
| 1. Platz               |        |        |            |             | 1       | 1      |
| 2. Platz               |        |        |            |             |         |        |
| 3. Platz               |        | 3      |            |             | 1       | 4      |
| Top 10                 | 1      | 2      | 2          | 2           | 14      | 21     |
| Punkteränge            | 5      | 22     | 22         | 7           | 51      | 107    |
| Starts                 | 17     | 55     | 31         | 7           | 51      | 161    |
| Stand: 31. Januar 2025 |        |        |            |             |         |        |

### Olympische Winterspiele
Ergebnisse bei Olympischen Winterspielen:
|                                             | Einzelwettbewerbe | Einzelwettbewerbe | Einzelwettbewerbe | Einzelwettbewerbe | Staffelwettbewerbe | Staffelwettbewerbe |
| Einzel                                      | Sprint            | Verfolgung        | Massenstart       | Damenstaffel      | Mixedstaffel       |                    |
| ------------------------------------------- | ----------------- | ----------------- | ----------------- | ----------------- | ------------------ | ------------------ |
| Olympische Winterspiele 2018 \| Pyeongchang | 69.               | –                 | –                 | –                 | –                  | –                  |
| Olympische Winterspiele 2022 \| Peking      | DNS               | 51.               | 43.               | –                 | 16.                | 11.                |

### Weltmeisterschaften
Ergebnisse bei den Weltmeisterschaften:

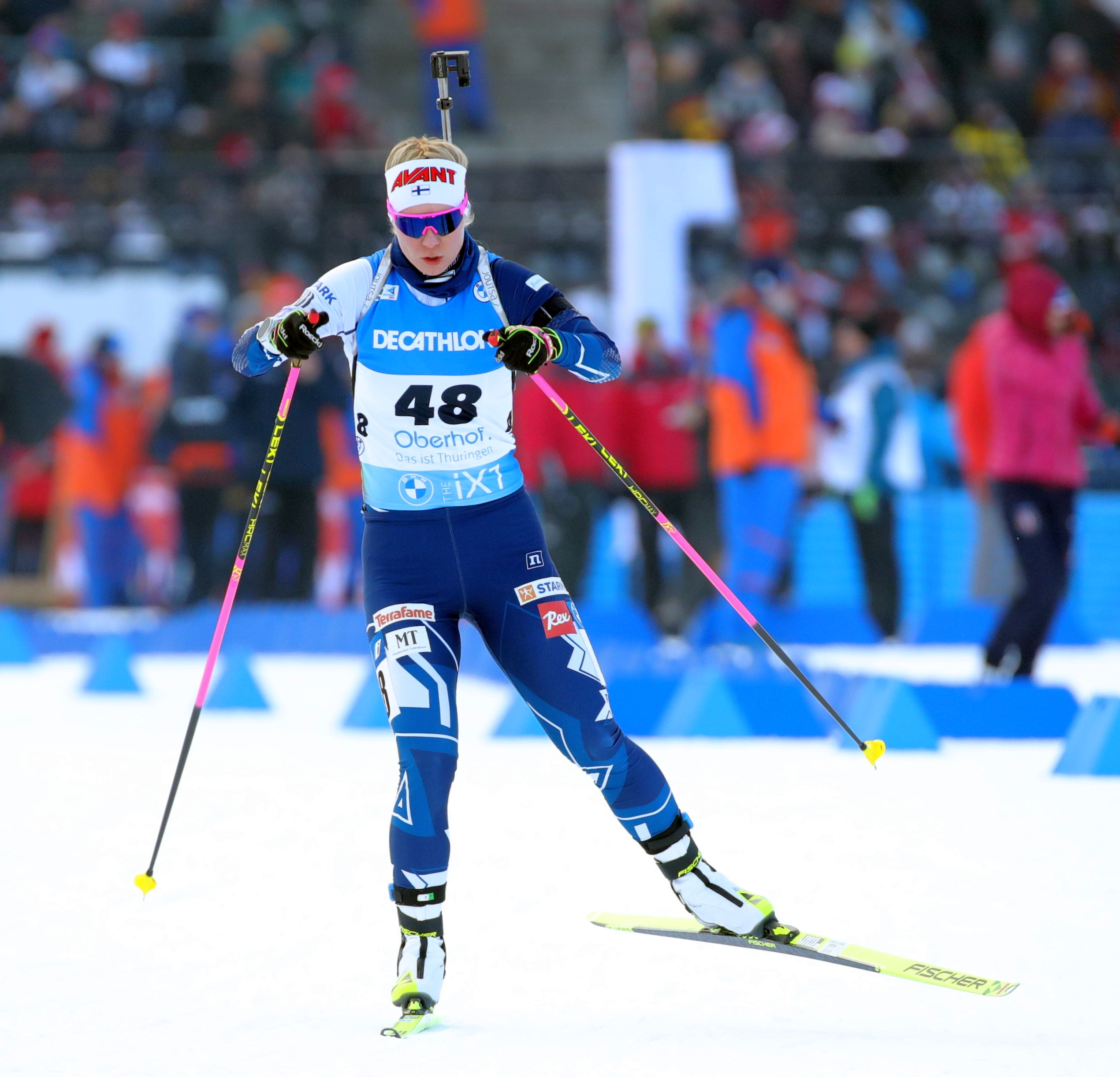
Minkkinen bei den Biathlon-Weltmeisterschaften 2023 in Oberhof

| Weltmeisterschaften | Weltmeisterschaften | Einzelwettbewerbe | Einzelwettbewerbe | Einzelwettbewerbe | Einzelwettbewerbe | Staffelwettbewerbe | Staffelwettbewerbe | Staffelwettbewerbe |
| Jahr                | Ort                 | Einzel            | Sprint            | Verfolgung        | Massenstart       | Frauenstaffel      | Mixedstaffel       | S.-M.-Staffel      |
| ------------------- | ------------------- | ----------------- | ----------------- | ----------------- | ----------------- | ------------------ | ------------------ | ------------------ |
| 2019                | Östersund           | 56.               | 73.               | –                 | –                 | 22.                | –                  | –                  |
| 2020                | Antholz             | 39.               | 80.               | –                 | –                 | 11.                | –                  | –                  |
| 2021                | Pokljuka            | 57.               | 85.               | –                 | –                 | 14.                | 13.                | –                  |
| 2023                | Oberhof             | 8.                | 35.               | 24.               | 25.               | 13.                | 11.                | 10.                |
| 2024                | Nové Město          | 23.               | 47.               | 29.               | –                 | 17.                | 20.                | 12.                |
| 2025                | Lenzerheide         |                   | 3.                | 6.                |                   |                    | 9.                 |                    |